# Jacques Pradet-Balade
Pour les articles homonymes, voir Pradet-Balade.
Jacques Pradet-Balade est un homme politique français né le 30 octobre 1827 à Ainhice-Mongelos (Pyrénées-Atlantiques) et décédé le 15 octobre 1885 à Pau (Pyrénées-Atlantiques).

## Biographie
Avocat à Pau en 1853, puis  à Paris en 1857, il est sous-préfet de Mauléon après le 4 septembre 1870, puis reprend des activités d'avocat à Saint-Palais. Il est député des Basses-Pyrénées de 1881 à 1885, siégeant au groupe de la Gauche républicaine.